# ジャン・ディボフスキィ

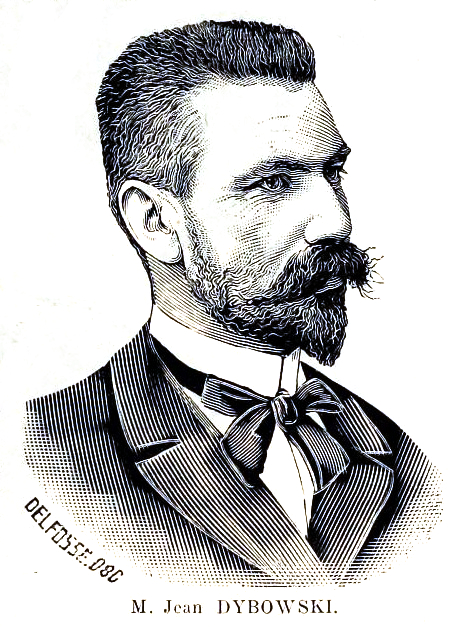
ジャン・ディボフスキィ

ジャン・ディボフスキィ（Jean Thadée Emmanuel Dybowski、1856年4月18日 - 1928年12月18日）はポーランド系フランス人の農学者、博物学者、探検家である。いとこには、政治活動からポーランドからシベリアに流刑され現地で動物学の研究を行ったベネディクト・ディボフスキィがいる。

## 略歴
パリで生まれた。両親はポーランド人でポーランドの11月蜂起が失敗に終わった後、1831年にパリに移ってきた。グリニョンの国立高等農業学校（École nationale supérieure d'agronomie）で学び、1877年に講師となった。1889年から南アルジェリアで農業開発研究に従事した。
1891年3月にフランス領コンゴに旅立った。目的はウバンギ川以北の地域にフランスの影響力を高めるための調査であった。アフリカでは探検家のポール・クランペル(Paul Crampel)に合流する計画であったが、ディボフスキィがブラザヴィルに着いた時、4月にクランペルの一行が現地民に殺された事を知らされた。ディボフスキィは探検を継続し、11月22日にクランペルの殺された村に到着し、報復を行ったとされる。シャリ川の北のMakourouまで至ったが、食糧の不足により、探検を中断し1892年4月に帰国した。政治的な成果は無かったが、地理的情報や、動物学の多くの標本を集めることには成功した。
しばらく、チュニジアで農業・商業の監督を務めたり、植民地の試験農場を設立し所長を務めた。ノジャン＝シュル＝マルヌの農業試験場の設立者とされる。それらの功績からレジオンドヌール勲章を受勲した。
カエデチョウ科のアフリカ原産の鳥類の種、Euschistospiza dybowskii や、アフリカの淡水生のカニ、Potamonautes dybowskiiが、ディボフスキィに献名されている。ディボフスキィが採集した資料がタイプ種となっているプウサルグマングース(Dologale dybowskii )の種小名もディボフスキィに因んでいる。

## 著作
- La Route Du Tchad Du Loango Au Chari (1893)
- Guide du jardinage (1899).[8]
- Le Congo méconnu (1912).[9]